# Серафим (Звездинский)
Епи́скоп Серафи́м (в миру Никола́й Ива́нович Звезди́нский; 7 [20] апреля 1883, Москва — 26 августа 1937, Ишим) — епископ Русской православной церкви, епископ Дмитровский, викарий Московской епархии.
Причислен к лику святых Русской православной церкви в 2000 году.

## Семья
- Отец — Иван Гаврилович Бонефатьев, первоначально старообрядец-беспоповец, затем присоединился к единоверию (направление в православной церкви, признающее власть канонического священноначалия, но придерживающееся старых, «дониконовских» церковных обрядов), сменил фамилию на Звездинский. Стал священником, служил во Ржеве, затем в Москве, был благочинным всех единоверческих храмов. Обладал музыкальными способностями и прекрасным голосом. Умер в 1907 году.
- Мать — Евдокия Васильевна Славская, дочь единоверческого священника, умерла, когда сыну было два года.

## Детство и образование
С детства часто присутствовал на богослужениях. Отец приучал его любить церковную службу, храм, пение и чтение.
Окончил церковное училище при единоверческой церкви в 1895 году, Заиконоспасское духовное училище (на Никольской улице в Москве) в 1899, Московскую духовную семинарию в 1905 году (одним из лучших учеников), Московскую духовную академию со степенью кандидата богословия в 1909 году. Ещё в академии получил известность как талантливый проповедник.

## Монах
Особо почитал св. Серафима Саровского. В 1902 году тяжело заболел, но выздоровел после молитвы перед образом тогда ещё не прославленного старца Серафима. После его канонизации отец Николая, священник Иван Гаврилович, написал службу преподобному Серафиму. 26 сентября 1908 года был пострижен в монашество с именем Серафим в честь Серафима Саровского. 22 октября 1908 года рукоположён во иеродиакона, 8 июля 1909 года — во иеромонаха.
Был другом епископа Арсения (Жадановского), бывшего наместником кафедрального Чудова монастыря в Кремле. Являлся духовным сыном старца Зосимовой пустыни иеромонаха Алексия (Соловьева).
С 10 декабря 1909 года — преподаватель истории церкви в Вифанской духовной семинарии.
С 21 сентября 1912 года — преподаватель гомилетики (проповедничества) и соединённых с нею предметов в Московской духовной семинарии.
С 10 июня 1914 года — архимандрит. С 14 июня 1914 года — помощник наместника Чудова монастыря епископа Арсения (Жадановского). Был строг к себе и другим в соблюдении уставов монашеской жизни. Находился на этом посту до 1918 года, когда был вынужден покинуть монастырь.
С августа 1914 года по август 1915 года исполнял обязанности наблюдателя церковно-приходских школ Москвы.
В 1914 году был избран председателем общества хоругвеносцев кафедрального Чудова монастыря.
В 1918—1919 годах жил вместе с епископом Арсением в Серафимо-Знаменском ските.
В 1919 году был вызван в Москву патриархом Тихоном для рукоположения в сан епископа.

## Епископ
3 января 1920 года хиротонисан Патриархом Тихоном во епископа Дмитровского, викария Московской епархии. Во время праздничного обеда участвовавший в хиротонии митрополит Сергий (Страгородский), взяв свою столовую ложку, заметил: «Советую, владыка, запастись ложкой, придется Вам в тюрьму идти. Не забывайте этого предмета, он там будет очень нужен». А Патриарх Тихон, напутствуя епископа Серафима, сказал: «Иди путём апостольским… Где придется пешком — пешком иди. Нигде ничем никогда не смущайся. Неудобств не бойся, все терпи. Как ты думаешь, даром разве кадят архиерею трижды-по-трижды? Нет, недаром. За многие труды и подвиги, за исповеднические его болезни и хранение до крови веры православной».
Как архиерей много проповедовал в городе Дмитрове, ежедневно трогательно и вдохновенно совершал литургию. Учредил братство Животворящего Креста Господня, имевшее целью «в молитвенном единении почерпать духовные силы к созиданию своей жизни по заветам Господа нашего Иисуса Христа — служить Христу и во Христе и ради Христа ближнему». Много внимания уделял вопросам монастырской жизни.
12 декабря 1922 года был арестован в Москве, вначале находился на Лубянке, потом в Бутырской тюрьме, где тяжело заболел. 30 марта 1923 года приговорен к двум годам ссылки в Зырянском крае. Отбывал её первоначально в Усть-Сысольске (ныне Сыктывкар), затем в селе Средний Кольель. В этой ссылке, как и в других, постоянно переписывался со своей паствой, давая ей духовные наставления. Как и раньше, ежедневно совершал литургию, днём уединялся на молитву в лесу.
В 1925 году вернулся в Москву, также жил в борисоглебской Аносиной пустыни. Был сотрудником Патриаршего местоблюстителя митрополита Петра (Полянского). В декабре 1925 года, перед своим арестом, митрополит Пётр оставил завещательное распоряжение, в котором епископ Серафим был назначен председателем Совета Преосвященных Московских викариев для временного управления Московской епархией. Однако этот орган так и не был создан.
Летом 1926 года по требованию ГПУ был вынужден уехать в Дивеево, где служил до 8 сентября 1927 года, когда был закрыт Дивеевский монастырь; его проповеди этого периода были записаны Т. А. Арцыбушевой и напечатаны в «самиздате» в 1980-е годы. 22 сентября 1927 года был арестован, две недели провёл в заключении. Затем освобождён и вызван в Москву к чекисту Е. А. Тучкову, который занимался вопросами борьбы с церковью. Тучков предложил ему сотрудничать с властями («кого будем вам посылать для посвящения — посвящайте») и митрополитом Сергием (Страгородским), который к тому времени уже издал свою Декларацию, будучи вынуждаем к этому властями угрозами расстрелов священнослужителей. От предложения Тучкова отказался и подал митрополиту Сергию прошение об увольнении за штат, которое было удовлетворено в 1928 году.
С октября 1927 года жил в городе Меленки Владимирской губернии. Негативно относился к деятельности митрополита Сергия как заместителя Патриаршего местоблюстителя, но не входил в состав организованной оппозиции; примыкал к так называемым «непоминающим». В Меленки к нему приезжали верующие из Дмитрова и Москвы.
23 апреля 1932 года вновь арестован, был доставлен в Москву, где, как в 1922 году, находился вначале на Лубянке, а затем в Бутырках. 7 июля 1932 года приговорён к трём годам ссылки в Казахстан. Ссылку отбывал в Алма-Ате, Гурьеве, Уральске (где тяжело заболел малярией). В январе 1935 года отправлен в Сибирь: в Омск, затем в Ишим, где и остался после окончания срока ссылки в мае 1935 года.

## Последний арест и расстрел
24 июня 1937 года был арестован сотрудниками НКВД (в это же время в Ишиме арестовали около 20 человек, имевших или ранее носивших духовный сан). Обвинён в участии в контрреволюционной организации церковников «Истинно-православная церковь». Содержался в Ишимской и Омской тюрьмах. На трёх допросах вину не признал, на вопрос о круге знакомств ответил: «Из числа духовенства по г. Ишиму я никого не знаю. Ни с кем никогда не встречался».
23 августа 1937 года «тройка» при Управлении НКВД по Омской области приговорила его к расстрелу, мотивируя свой приговор тем, что он «не прекратил своей контрреволюционной деятельности», и в Ишиме среди верующих «слыл за святого человека». Официально было сообщено, что он был приговорён к заключению в лагерь, где, якобы, и умер. После гибели епископа его духовные дети писали и собирали воспоминания о его деятельности.

## Канонизация
Имя епископа Серафима было внесено в черновой поимённый список новомучеников и исповедников российских при подготовке канонизации, совершённой РПЦЗ в 1981 году. Однако список новомучеников был издан только в конце 1990-х годов.
31 марта 1999 года Священный Синод Русской православной церкви, заслушав Доклад председателя Синодальной Комиссии по канонизации святых о результатах работы Комиссии по вопросу о святительском служении и мученической кончине епископа Серафима на предмет его канонизации в лике новомучеников и исповедников Российских для общецерковного почитания, постановил одобрить доклад и представленные материалы, а вопрос о его канонизации в лике новомучеников для общецерковного почитания передать на решение очередного Архиерейского Собора.
В августе 2000 года на юбилейном Архиерейском соборе был канонизирован в лике новомучеников Российских. В январе 2004 года в центре подмосковного посёлка Икша был установлен крест на месте строительства будущего храма священномученика Серафима (Звездинского), епископа Дмитровского.

## Дом-музей
28 ноября 2014 года в Дмитрове состоялось официальное открытие дома-музея священномученика Серафима (Звездинского), епископа Дмитровского. Дом-музей вошёл в состав музея-заповедника «Дмитровский кремль» на правах отдела.
Дом расположен на территории бывшей усадьбы Подлипичье (ныне улица Подлипичье, 13), был построен в 1900 году на средства владелицы усадьбы Елизаветы Ляминой для причта расположенной рядом церкви Иконы Богоматери Казанской. Именно в этом доме в 1920—1922 годах жил епископ Дмитровский Серафим (Звездинский).

## Труды
- Проповеди о Божественной литургии.
- Ангелы.
- Иноческий быт в описании преподобного Нила Синайского.
- Страничка из жизни Чудова монастыря при митрополите Филарете.
- Благочестивые сказания о последних днях земной жизни и страданиях Господа нашего Иисуса Христа.

(Все эти работы опубликованы в изданиях «Душеполезное чтение» и «Голос Церкви» в 1915—1917; переизданы в книге: Все вы в сердце моём. Жизнеописание и духовное наследие священномученика Серафима, епископа Дмитровского. М., 2001.)
Автор молитвословий, в том числе:
- Покаянного плача.
- Акафиста Господу Иисусу Христу Терноносному и Крестоносному (написан в Бутырской тюрьме).
- Акафиста Господу Иисусу Христу, Искупителю и Спасителю грешных, Сладчайшему, в нашествии горчайших искушений и страстей.
- Канона «Мати Милосердная, не отрини, приими, прости, благослови».
- Канона «Владычице Пресвятой Богородице, поёмый в безнадежии».
- Акафиста Животворящему Кресту.
- Акафиста святой мироносице Фамари Блаженной.

(Тексты молитвословий также опубликованы в книге «Все вы в сердце моём».)
- Хлеб Небесный : проповеди о Божественной Литургии / сост. И. Г. Менькова. — Москва : Изд-во ПСТГУ, 2024. — 120 с. — ISBN 978-5-7429-1591-1